# My Blueberry Nights
My Blueberry Nights és una pel·lícula estatunidenca dirigida l'any 2007 per Wong Kar-wai. S'ha doblat al català.

## Repartiment
- Norah Jones: Elizabeth (també anomenada Lizzie o Beth al film)
- Jude Law: Jeremy, amo del cafè restaurant a Nova York
- David Strathairn: Arnie, policia de la carretera, alcohòlic des que el va deixar la seva dona
- Rachel Weisz: Sue Lynne, la dona que va deixar l'Arnie
- Natalie Portman: Leslie, jugadora de pòquer propietària d'un Jaguar
- Chan Marshall: Katya, l'ex de Jeremy

## Anècdotes
- La pel·lícula és una adaptació a llargmetratge d’un curtmetratge original de Wong Kar-Wai realitzat al començament de la seva carrera.
- El cafè de Jeremy es diu Cafè КЛЮЧ (pronunciat Cafè Klush). El nom en rus, que vol dir "clau", fa referència tant a un element important de la trama (les claus que s’acumulen al cafè són històries per continuar o per acabar) com a l'antiga parella de Jeremy, la Katya, d'origen rus.
- El cafè on es va filmar bona part de la pel·lícula era real, s'anomenava Cafe Palacenka i estava situat al barri de SoHo a Manhattan, al carrer Grand. Va ser enderrocat poc després de filmar-se My Blueberry Nights.